# Mary Wells
Mary Wells (13. maj 1943 – 26. juli 1992) var en amerikansk sangerinde, der var med til at definere den særlige Motown-sound i begyndelsen af 1960'erne. Med en række hit-singler, bl.a. "Two Lovers" (1962), den Grammy-nominerede "You Beat Me to the Punch" (1962) og hendes signatursang, "My Guy" (1964) blev hun anset som "The Queen of Motown", indtil hun forlod Motown Records i 1965 på toppen af sin karriere.

## Tiden på Motown Records
I en alder af 17 år skrev Wells kontrakt med pladeselskabet Motown Records, og hun blev kort efter den første af pladeselskabets artister, der opnåede en placering på Billboards Top 10 hitliste, da hun i 1962 hittede med "The one who really loves you". Derpå fulgte en lang række hits, samtlige skrevet og produceret af Smokey Robinson. Den største succes opnåede hun med singlen "My Guy", der nåede førstepladsen i september 1964 og derved blev Motown Records andet nr. 1 hit i USA tre år efter, at The Marvelettes' "Please Mr. Postman" nåede førstepladsen i 1961.
Successen medførte dog betydelige problemer i forholdet mellem Wells og Motown Records. Wells, der havde underskrevet pladekontrakten som 17-årig, var utilfreds med den andel hun modtog af indtægterne fra kæmpehittet "My Guy", ligesom hun var utilfreds med, at Motown brugte en stor del af indtægterne fra hittet til at promovere et andet Motown-navn, The Supremes. Grundlægger og direktør i Motown, Berry Gordy forsøgte at forhandle en løsning med Wells men uden held, og i starten af 1965 fik Wells medhold i en retssag hun havde anlagt mod Motown. Wells blev løst fra sin pladekontrakt og modtog en kompensation fra pladeselskabet.

## Tiden efter Motown
Wells skiftede herefter til 20th Century Fox, men opnåede begrænset succes på dette selskab. Wells, der i denne periode også kæmpede med tuberkulose, fik dog et enkelt top 40 hit med "Use Your Head". Hun indspillede i slutningen af 1960'erne på en række forskellige pladeselskaber, men med beskeden succes. I 1972 genudgav Tamla-Motown "My Guy", der blev et hit igen i England, hvor singlen nåede nr. 15 på hitlisterne, og Wells optrådte for første gang på Storbritanniens populære tv-show Top of the Pops. På trods af den genvundne succes trak Wells sig i 1974 tilbage fra livet som musiker for at koncentrere sig om familien. Hun var på daværende tidspunkt gift med sangeren og produceren Cecil Womack, der er bror til den mere kendte Bobby Womack.
Hun genoptog karrieren i 1981, hvor hun opnåede et hit med discosinglen Gigolo, der nåede nr. 2 på disco-hitlisten. I 1990 fik hun diagnosticeret strubekræft og blev tvunget til at indstille sin karriere. To år senere døde hun af sygdommen i en alder af 49 år.